# Hrvatski savez slijepih
Hrvatski savez slijepih je hrvatska nacionalna udruga čija je misija je promicanjem i provedbom antidiskriminacije, jednakih mogućnosti i univerzalnog dizajna pridonijeti afirmaciji slijepih osoba u Republici Hrvatskoj. 
Unutar Saveza djeluje 27 lokalnih, županijskih, odnosno gradskih udruga slijepih koje svojim područjem djelovanja pokrivaju cjelokupni teritorij Republike Hrvatske, a u koje se slijepi građani neposredno učlanjuju. Hrvatski savez slijepih član je Europske unije slijepih (EBU) i Svjetske unije slijepih (WBU).
Vizija Hrvatskog saveza slijepih je društvo u kojemu će se poštovati dostojanstvo svake osobe, njegovati međusobno uvažavanje i solidarnost, i u kojemu biti slijep neće značiti „manje vrijedan", već „različit". 
Radi simbolične zahvale najzaslužnijim donatorima, volonterima i drugim suradnicima u ostvarenju svoje misije, Hrvatski savez slijepih je ustanovio „Nagradu 16. lipanj“ i „Zahvalnicu“ koje dodjeljuje Izvršni odbor prema kriterijima iz Pravilnika o dodjeli priznanja.